# Носков, Александр Сергеевич
Алекса́ндр Серге́евич Носко́в (род. 16 декабря 1941, Кумёны, Кировская область) — советский и российский военачальник, генерал-лейтенант, начальник Московского высшего общевойскового командного орденов Ленина и Октябрьской Революции Краснознамённого училища (МВОКУ) (1986—1992).

## Биография
Родился 16 декабря 1941 года в селе Кумёны Кировской области. В 1959 году окончил среднюю школу.

## На воинской службе
На воинской службе 34 года. Проходил службу в Одесском военном округе, Киевском военном округе, Группе Советских войск в Германии, Дальневосточном, Прикарпатском и Московском военных округах.
- 09.1959—09.1960 — курсант 92-го гвардейского мотострелкового полка 28-й гвардейской Харьковской мотострелковой Краснознаменной дивизии (г. Одесса).
- 09.1960—09.1963 — курсант Одесского высшего общевойскового командного училища. Оканчивает с Красным дипломом (г. Одесса).
- 09.1963—03.1964 — лейтенант, командир взвода 73-го отдельного разведывательного батальона 35-й гвардейской танковой дивизии. (г. Черкассы, Киевский военный округ).
- 03.1964—12.1965 — командир взвода 229-го гвардейского мотострелкового полка 72-й гвардейской Красноградской Краснознамённой дивизии (г. Белая Церковь. Киевский военный округ).
- 12.1965—08.1970 — командир взвода (гв. старший лейтенант), командир мотострелковой роты (гвардии капитан) 120-го гвардейского мотострелкового Познанского Краснознаменного орденов Кутузова и Александра Невского полка 39-й гвардейской мотострелковой Барвенковской ордена Ленина дважды Краснознамённой орденов Суворова и Богдана Хмельницкого дивизии. (ГСВГ, г. Ордруф).
- 08.1970—06.1973 — слушатель Военной академии им. М. В. Фрунзе. (Серебряная медаль Министра среднего и высшего образования СССР за лучшую студенческую работу, 1970 г.) г. Москва.
- 06.1973—11.1973 — заместитель командира мотострелкового полка (майор) в/ч пп 48335 (г. Белогорск Дальневосточный военный округ).
- 11.1973—01.1975 — начальник штаба мотострелкового полка в/ч пп 26381 (д. Екатеринославка Дальневосточный военный округ).
- 01.1975—12.1975 — командир мотострелкового полка (подполковник) в/ч пп 03826 (г. Свободный. Дальневосточный военный округ).
- 12.1975—12.1981 — начальник штаба 192-й гвардейской Житомирской Краснознамённой мотострелковой дивизии (гв. полковник) в/ч 12109. (г. Благовещенск. Дальневосточный военный округ). Дивизия заняла 1-е место в ДВО и была награждена переходящим Красным знаменем, 1977 г.
- 12.1981—06.1984 — командир 17-й гвардейской мотострелковой Енакиевско-Дунайской Краснознаменной ордена Суворова дивизии (гв. генерал-майор). (г. Хмельницкий. Прикарпатский военный округ).
- 06.1984—08.1985 — командир 128-й гвардейской мотострелковой Туркестанской Дважды Краснознаменной дивизии. (г. Мукачево. Прикарпатский военный округ). По итогам боевой подготовки, дивизия занимает 1-е место в Сухопутных войсках СССР и награждается 2-м Орденом Красного знамени.
- 08.1985—02.1986 — заместитель командующего 13-й армии. (г. Ровно. Прикарпатский военный округ).
- 02.1986—10.1992 — начальник Московского высшего общевойскового командного Орденов Ленина и Октябрьской Революции Краснознамённого училища (МВОКУ), (генерал-лейтенант). г. Москва.
- 10.1992—11.1993 — в распоряжении Главкома Сухопутных войск Российской Федерации.

## Награды
- Орден За службу Родине в Вооружённых Силах СССР 2-й степени.
- Орден За службу Родине в Вооружённых Силах СССР 3-й степени.
- Медаль За безупречную службу 1-й степени.
- Медаль За безупречную службу 2-й степени.
- Медаль За безупречную службу 3-й степени.
- Медаль «Ветеран Вооружённых Сил СССР».
- Медаль «50 лет Вооружённых сил СССР».
- Медаль «60 лет Вооружённых сил СССР».
- Медаль «70 лет Вооружённых сил СССР».
- Медаль «80 лет Вооружённых сил СССР».
- Медаль «90 лет Советских вооружённых сил».
- Медаль «20 лет Победы в Великой Отечественной войне 1941—1945 гг.»
- Медаль «50 лет Победы в Великой Отечественной войне 1941—1945 гг.»
- Медаль «300 лет Михаилу Васильевичу Ломоносову» (КПРФ)
- Медаль «Маршал Советского Союза Жуков».
- Медаль «80 лет пограничным войскам СССР».
- Медаль «90 лет МВВКУ».
- Медаль «95 лет МВОКУ».
- Серебряная медаль «За лучшую научную студенческую работу» Министра среднего и высшего образования СССР.
- Бронзовая медаль Республики Польша «На страже покоя» 2-й степени.
- Серебряная медаль Республики Польша «На страже покоя» 1-й степени.
- Медаль Республики Польши «Братство вооружённых сил».
- Медаль Республики Болгарии «40 лет социалистической Болгарии».
- Медаль Республики Болгарии «40 лет победы над гитлеровским фашизмом».

## Учёные степени
- С 1988 по 1991 учился в заочной адъюнктуре при Военной академии им. М. В. Фрунзе. В марте 1991 года защитил диссертацию. Решением Совета Военной академии им. Фрунзе присуждена ученая степень кандидат военных наук.
- В январе 1992 года Решением Государственного комитета СССР по народному образованию присвоено ученое звание доцент по кафедре тактики.

## В отставке
В отставке с 21 октября 1993 года. Проживает в Москве.

## Видео
- Приём иностранных военных делегаций на базе МВОКУ им. ВС РСФСР.
- Выпуск офицеров МВОКУ им. ВС РСФСР на Красной площади, 1989 год.